# Wysock (obwód leningradzki)
Wysock – miasto w Rosji, w obwodzie leningradzkim, 159 km na północny zachód od Petersburga. W 2009 liczyło 1706 mieszkańców.
W latach 1917–1940 jako Uuras w granicach Finlandii. Obecna nazwa została nazwana na cześć czerwonoarmisty Kuźmy Wysockiego, Bohatera Związku Radzieckiego.
W Wysocku urodził się fiński żeglarz Jacob Björnström.